# Махаельрайо
Махаельрайо (ісп. Majaelrayo) — муніципалітет в Іспанії, у складі автономної спільноти Кастилія-Ла-Манча, у провінції Гвадалахара. Населення — 63 особи (2010).
Муніципалітет розташований на відстані близько 85 км на північний схід від Мадрида, 55 км на північ від Гвадалахари.

## Демографія
Динаміка населення (INE ):